# Черноморский национальный университет имени Петра Могилы
Черноморский национальный университет имени Петра Могилы (укр. Чорноморський національний університет імені Петра Могили) — классический университет, расположенный в Николаеве. В рейтинге 2007 года газеты «Зеркало недели» 200 лучших вузов Украины занял 20 место, а в 2016/17 — 44-е место.
В 2009 году университет присоединился к Великой Хартии университетов и Ассоциации университетов Европы, а в 2011 году представлял Украину и её систему высшего образования на Конференции лидеров Таллуарской сети, в которую входят примерно 250 университетов со всего мира.
В 2021 году ЧНУ им. Петра Могилы занял первое место в рейтинге высших учебных заведений Николаева и 5 место — в южном регионе Украины, 44 место — в консолидированном рейтинге вузов Украины, 53 место — по показателям Scopus, 17 место — в рейтинге U-Multirank и 49 место — в рейтинге 200 лучших вузов Украины.

## История
- 17 января 1996 — 13 марта 2002 — филиал Национального университета «Киево-Могилянская академия»[14][15].
- 13 марта 2002 — 10 декабря 2008 — Николаевский государственный гуманитарный университет имени Петра Могилы.
- С 10 декабря 2008 — Черноморский государственный университет имени Петра Могилы.
- 14 июня 2016 — Указом президента Украины Петра Порошенко от 14.06.2016 года получил статус национального[16].

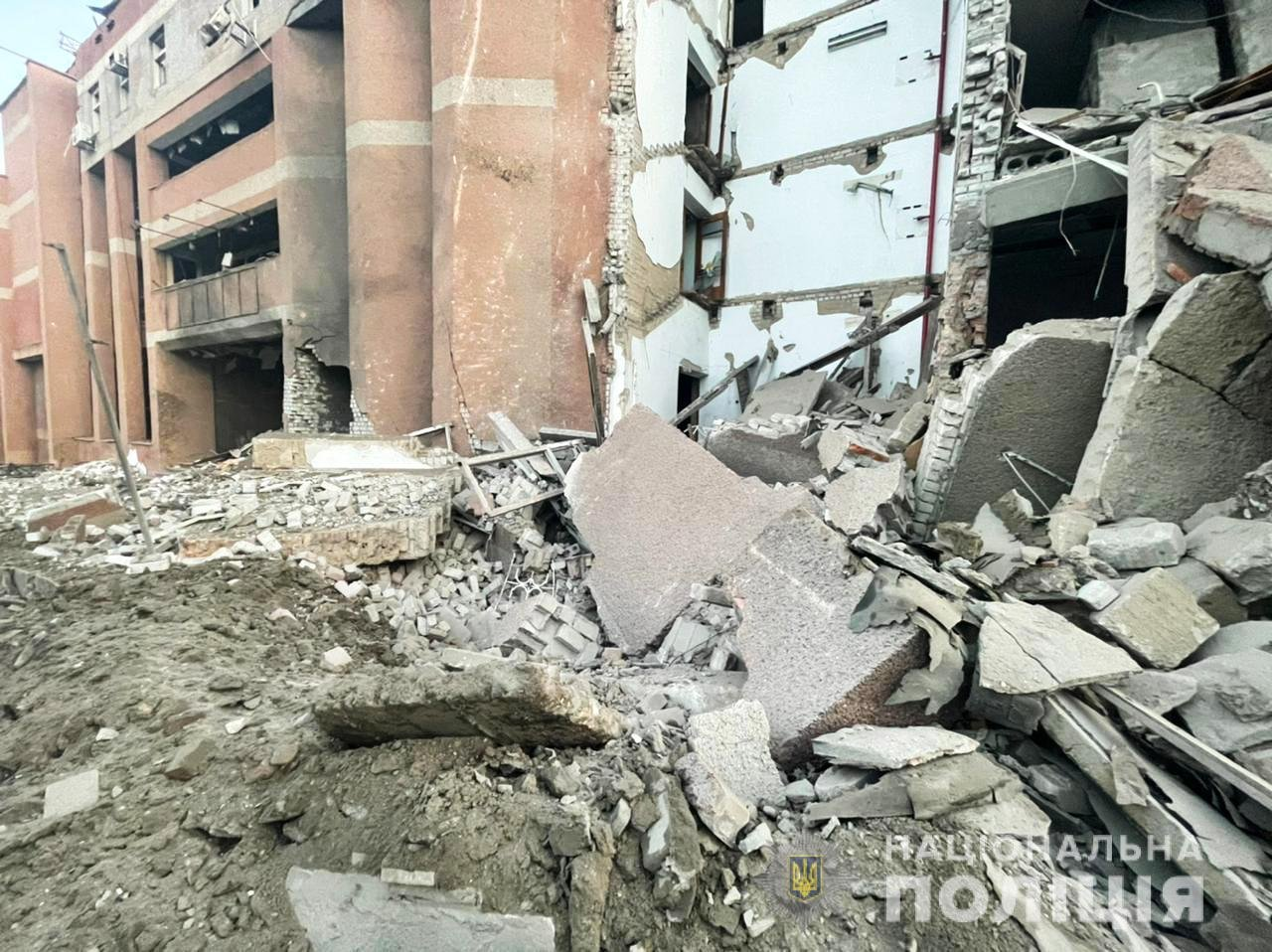
Здание после российских обстрелов 2022 года

- 17 августа 2022 года главный корпус университета был повреждён двумя российскими ракетами[17][18]. 19 августа в здание ударили ещё две ракеты С-300[19][20].

## Факультеты
Факультеты:
- Юридический факультет
- Факультет политических наук
- Факультет компьютерных наук
- Факультет экономических наук
- Факультет физического воспитания и спорта
- Учебно-научный центр «Школа журналистики»
- Учебно-научный институт последипломного образования
- Медицинский институт
- Институт государственного управления
- Факультет филологии

## Материально-техническая база
Материально-техническая база:
- 11 учебных корпусов,
- библиотека с фондом 110 тыс.экземпляров, в том числе издания на 15 языках,
- 2 читальных зала на 300 мест,
- информационно-компьютерный центр, подключённый к сети Интернет,
- издательский отдел,
- актовый зал,
- культурный центр,
- водная станция,
- 3 спортивных зала,
- 2 тренажёрных зала,
- картинная галерея,
- 3 общежития,
- столовая,
- 4 кафе.

## Ректорат
Ректорат:
- Леонид Павлович Клименко — ректор
- Наталья Михайловна Ищенко — первый проректор
- Владимир Петрович Беглица — проректор по научной работе
- Николай Алексеевич Клименко — проректор по научно-педагогической работе и вопросам развития
- Николай Васильевич Ляшенко — проректор по АХР
- Владимир Михайлович Емельянов — директор Института государственного управления
- Анжела Петровна Бойко — декан факультета компьютерных наук
- Елена Борисовна Филимонова — декан факультета экономических наук
- Александр Владимирович Шевчук — декан факультета политических наук
- Александр Викторович Пронкевич — директор Института филологии
- Сичко Дмитрий Сергеевич — декан юридического факультета
- Анна Леонидовна Норд — директор Института последипломного образования
- Елена Анатольевна Руденко — главный бухгалтер
- Геннадий Васильевич Грищенко — директор Медицинского института
- Андрей Анатольевич Чернозуб — декан факультета физического воспитания и спорта
- Татьяна Васильевна Монахова — руководитель учебно-научного центра «Школа журналистики»

## Профессорско-преподавательский состав
В университете сформирован научно-педагогический коллектив, насчитывающий 65 докторов наук, более 200 кандидатов наук, 11 сотрудников со званием «Заслуженный деятель науки и техники» и «Заслуженный работник образования», членов-корреспондентов украинских и зарубежных академий наук. Периодически в университете читают лекции ведущие профессора из США, Германии, Франции, Швейцарии, Польши, Румынии, Южной Кореи, Италии, Японии, Китая, Литвы и других стран. За время существования вуза в ЧНУ имени Петра Могилы преподавали более 80 иностранных преподавателей и 15 профессоров (участников программы Фулбрайта) из университетов США.

## Научно-исследовательская работа
В университете действуют аспирантура по 12 специальностям и докторантура. Защита диссертаций осуществляется в 5 специализированных учёных советах по 9 специальностям, в том числе по техническим наукам.
Каждый год с целью обнародования преподавателями собственных научных результатов проводятся университетские научные мероприятия. Большинство из них включены во всеукраинские списки, а некоторые имеют международный статус. Примеры конференций: Могилянские чтения (укр. Могилянські читання), Ольвийский форум (укр. Ольвійський форум), Славянские студии (укр. Слов'янські студії).
А также научные встречи, многочисленные тренинги и презентации международных программ, лекций и семинаров с участием украинских и европейских специалистов. Например: проекты и тренинги от Программы Фулбрайта в Украине и Эразмус+, семинары от Института имени Гёте, Clarivate Analytics.

## Международные стажировки и изучение языков
Международный отдел университета мониторит новые программы академической мобильности и научных обменов. Ежегодные учебные визиты и культурно-языковые стажировки в Болгарии, Греции, Германии и других странах для студентов, стипендиальные программы DAAD и Erasmus+ для молодых учёных дают возможность увидеть мир и получить опыт.
На базе международного отдела проходит подготовка и сдача TOEFL (международных экзаменов по английскому языку).
Кроме того, у ЧНУ есть лицензия на проведение государственного сертификационного экзамена по польскому языку.
На факультете филологии изучают не только английский, немецкий или французский, но и другие языки.

## Издательская деятельность
Редакционно-издательский центр ЧНУ начал свою деятельность в 1997 году. Внесён в Государственный реестр Украины издателей, изготовителей и распространителей издательской продукции.
В университете издаётся 15 тематических журналов с грифом ВАК Украины.

## Культурная жизнь
В ЧНУ проводятся культурные мероприятия и встречи, художественные выставки в галерее искусств, празднуются дни факультетов, государственные и профессиональные праздники.